# Julio Lozano Díaz
Julio Lozano Díaz (Tegucigalpa, 27 de março de 1885 - Miami, 20 de agosto de 1957) foi um político Honduras que atuou como presidente de Honduras por dois anos (1954-1956), sequência da renúncia do presidente Juan Manuel Gálvez. Durante seu governo, estendeu o direito de voto às mulheres e introduziu a Carta Fundamental de Garantias do Trabalho em 1955. Derrubado por uma junta militar, Lozano Díaz foi enviado para o exílio em Miami, onde morreu em 1957.